# Mittelwellensender Sélestat

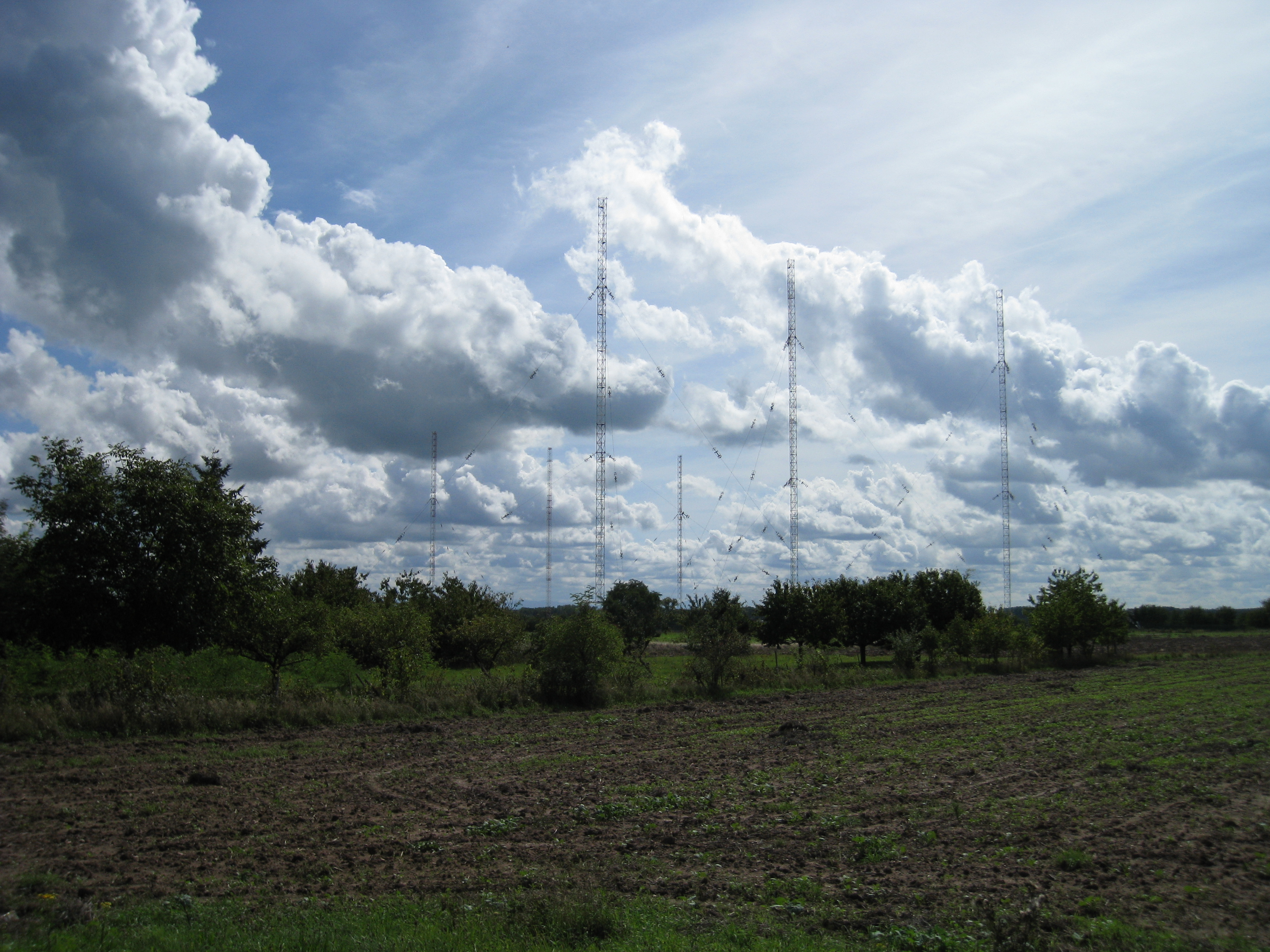
Die Sendemasten im Jahr 2008

Der Mittelwellensender Sélestat ist eine inaktive Sendeeinrichtung des französischen Rundfunks südlich von Sélestat. Die 300-kW-Anlage diente bis 1996 zur Verbreitung von France Inter auf der Mittelwellenfrequenz 1161 kHz und bis zum 1. Januar 2016 zur Verbreitung des Programms  France Bleu Elsass auf der Frequenz 1278 kHz.
Als Antenne wurden zwei getrennte Richtantennensysteme verwendet, von denen jedes aus drei gegen Erde isolierten, fußpunktgespeisten selbststrahlenden Sendemasten besteht, welche auf einer leicht gebogenen Linie angeordnet sind.